# Сэдлер, Уильям (художник)
Уильям  Сэдлер (II) (англ. William Sadler; 1782—1839) — известный ирландский художник-пейзажист; вырос под влиянием голландской жанровой живописи.

## Биография

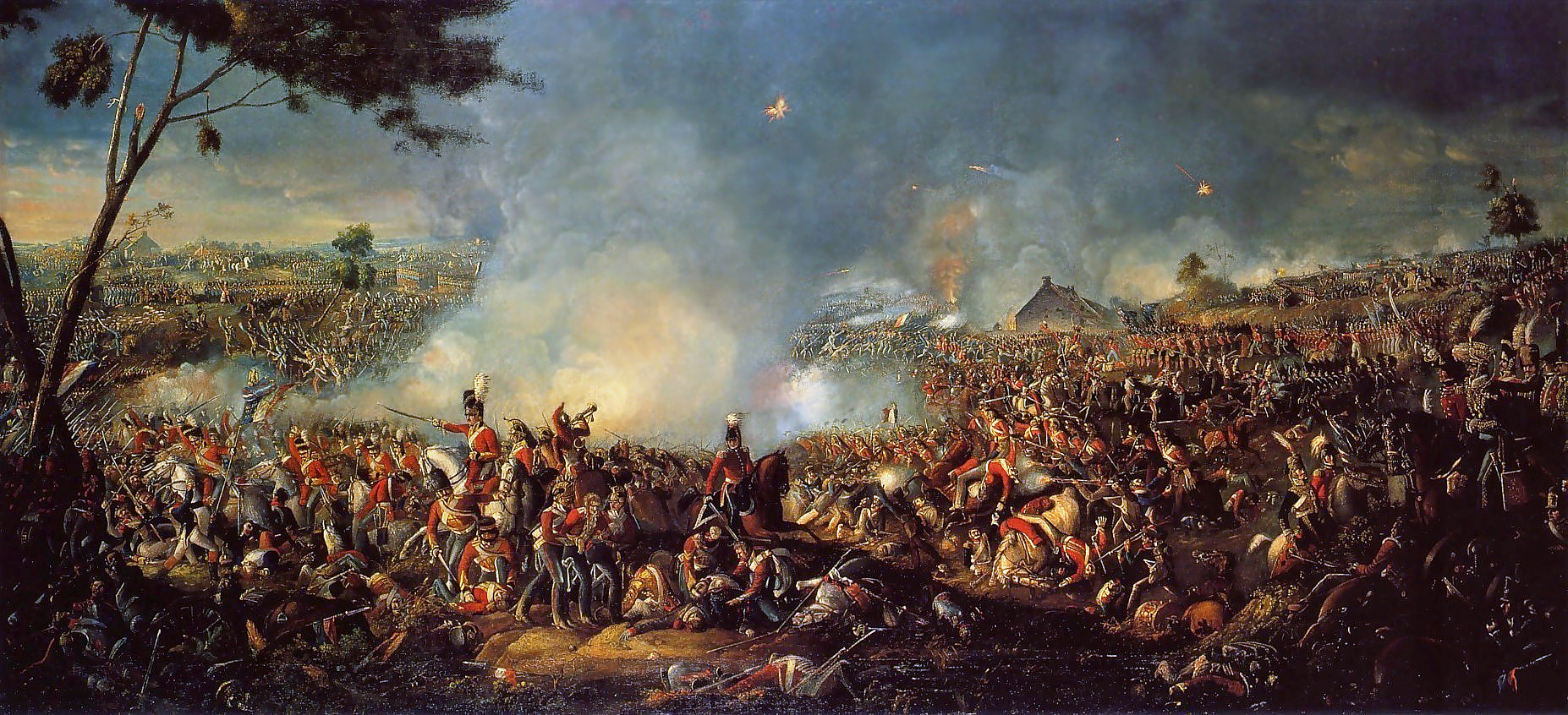
Битва при Ватерлоо

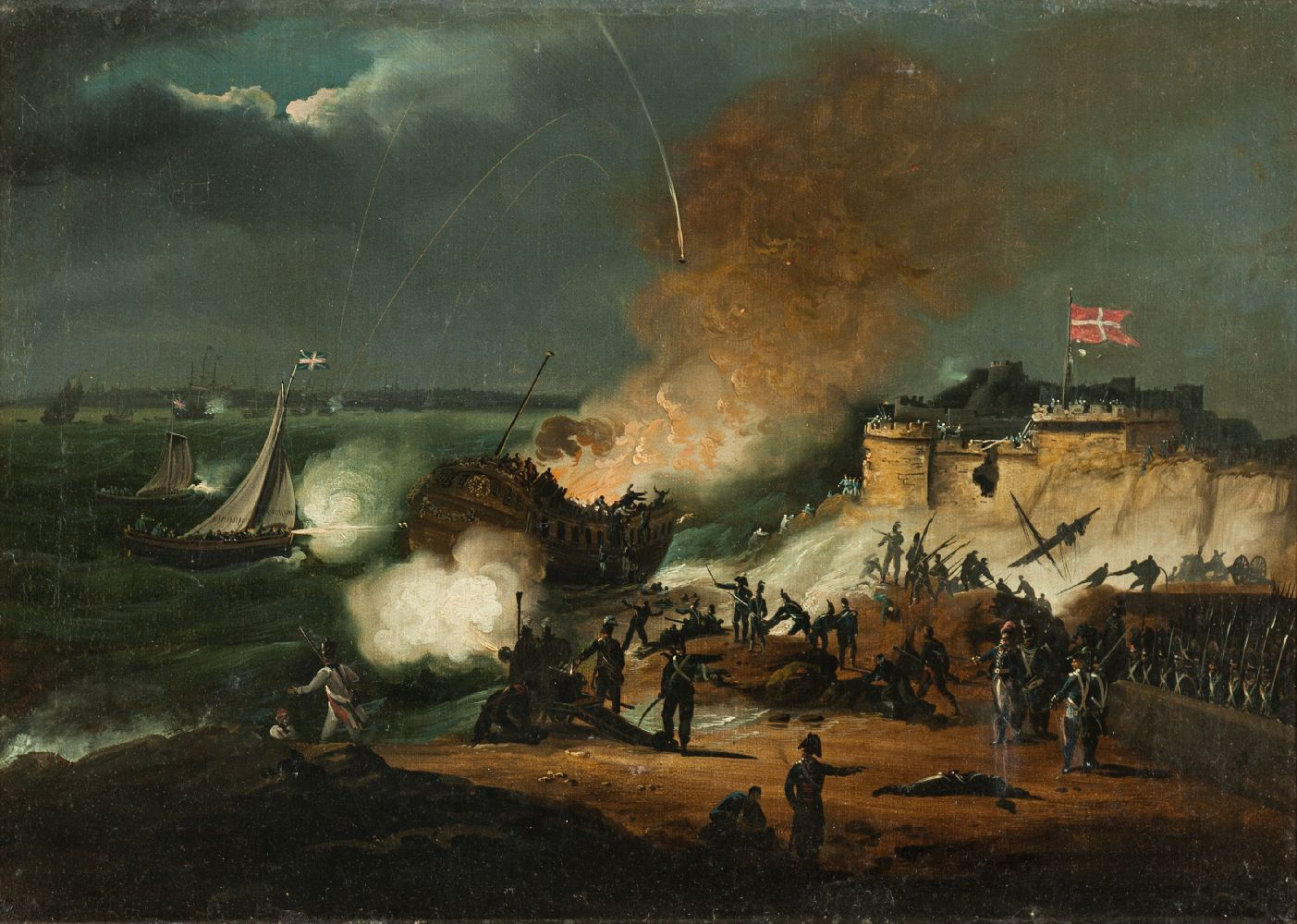
Копенгагенское сражение

Родился около 1782 года в Дублине  в семье художника-портретиста и гравёра — Уильяма Сэдлера, двое сыновей которого стали художниками, их имена полностью повторяли имя отца и они были известны как Уильям Сэдлер II и Уильям Сэдлер III.
Уильям жил и работал во многих местах Ирландии, пока не осел в городе Ренела, где оставался до конца жизни.
Плодотворно работал в Дублине, выставлялся здесь с 1810 по 1820 годы. В 1828 и 1833 годах выставлялся в ирландской академии Royal Hibernian Academy. Автор ряда батальных работ. Некоторое время Сэдлер преподавал в Дублине живопись, одним из его учеников был Джеймс Артур О'Коннор.
Умер в 1839 году в городе Ренела, ныне район Дублина.